# Robert Kimbrough
Robert Shane Kimbrough (Killeen, 4 giugno 1967) è un ex astronauta statunitense.
Ha partecipato a una missione Shuttle, l'STS-126, e una missione di lunga durata, l'Expedition 49/50, comandando la ISS per sei mesi. Il 23 aprile 2021 partì per il suo terzo volo spaziale per la missione SpaceX Crew-2 (Expedition 65).

## Biografia

### Carriera militare
Nel 1989 conseguì una laurea in ingegneria aerospaziale all'United States Military Academy (USMA) di West Point, venendo nominato sottotenente nell'Esercito statunitense. Iniziò l'addestramento di aviatore alla Army Aviation School, ottenendo le ali di aviatore nel 1990. Alla fine di quell'anno venne assegnato alla 24º Infantry Division a Fort Stewart e dispiegato nel sud-ovest asiatico, dove prestò servizio nell'Operazione Desert Storm. Nel 1994 venne assegnato al 229º Aviation Regiment a Fort Bragg, dove comandò una compagnia di elicotteri Apache. Dopo aver conseguito un master in Ricerca Operativa presso il Georgia Institute of Technology nel 1998, venne assegnato come assistente professore del Dipartimento di Scienze Matematiche presso l'USMA. Gli altri corsi a cui partecipò durante la sua carriera militare furono l'Army Parachutist Course, il Jumpmaster Course dell'esercito, il Corso aviotrasportato tedesco, la Combined Arms Services Staff School e il Command and General Staff College.

### Carriera alla NASA
Kimbrough iniziò a lavorare al Johnson Space Center della NASA come ingegnere nel settembre 2000. Venne assegnato alla Divisione delle Operazioni aeree a Ellington Field, dove lavorò come ingegnere delle simulazioni di volo sullo Shuttle Training Aircraft (STA).
Nel maggio del 2004 venne selezionato come candidato astronauta del Gruppo 19 dalla NASA. Due anni dopo completò l'addestramento di base che includeva lezioni scientifiche e tecniche, formazione intensiva dei sistemi Shuttle e ISS, addestramento di volo sul T-38 e corsi di sopravvivenza nell'acqua e nella giungla. Venne poi assegnato a incarichi tecnici nell'Ufficio Astronauti, mentre continuò l'addestramento in attesa di essere assegnato a future missioni spaziali. Dal giugno 2013 al giugno 2014 divenne capo della Divisione Test di integrazione dei veicoli (Vehicle Integration Test Office, VITO), oltre a ricoprire il ruolo di Capo della Divisione robotica per l'Ufficio degli astronauti. Al 2019 è capo della divisione VITO presso la Direzione delle Flight Operations Directorate (FOD) della NASA.

#### STS-126
Partì per la sua prima missione il 14 novembre 2008 come specialista di missione dell'Endeavour per la missione STS-126. Gli obiettivi principali della missione erano consegnare alla ISS un nuovo bagno, la cucina, due cuccette per gli astronauti, la macchina per esercizi ginnici ARED e un sistema di riciclaggio dell'acqua, al fine di permettere a sei astronauti di partecipare a missioni di lunga durata a bordo della ISS. Inoltre, con l'equipaggio della STS-126 partì anche l'astronauta Sandra Magnus per dare il cambio a Gregory Chamitoff dell'Expedition 17/18. Durante la missione Kimbrough svolse due attività extraveicolari (EVA), accumulando 12 ore e 52 minuti all'esterno della ISS.

#### Sojuz MS-02 (Expedition 49/50)
Tornò nello spazio otto anni dopo, il 19 ottobre 2016, a bordo della Sojuz MS-02 con i cosmonauti Sergej Ryžikov e Andrej Borisenko per prendere parte alla Expedition 49/50. Divenne comandante della ISS una settimana dopo aver raggiunto la Stazione e rimase tale fino a quando partì quasi sei mesi dopo. Durante la Expedition 50, oltre a svolgere esperimenti scientifici, manutenzione della ISS e manovrare il Canadarm2 per l'attracco dei veicoli cargo, Kimbrough effettuò quattro EVA, due con Peggy Whitson e due con Thomas Pesquet, accumulando 26 ore in una singola Expedition. Fece ritorno sulla Terra  il 10 aprile 2017, dopo 173 giorni di missione, atterrando nella territorio disabitato del Kazakistan.

#### SpaceX Crew-2 (Expedition 65)
Alla fine di luglio 2020 venne assegnato come comandante della missione SpaceX Crew-2 con il pilota Megan McArthur e gli specialisti di missione Thomas Pesquet e Akihiko Hoshide. Il lancio è avvenuto il 23 aprile 2021 e durante la sua permanenza in orbita parteciperà alla missione di lunga durata Expedition 65.

## Vita privata
Sposato con Robbie Lynn Nickels e hanno tre figli. Gli piace il baseball, il golf, fare sollevamento pesi e correre.